# Michelbach-le-Bas
Michelbach-le-Bas – miejscowość i gmina we Francji, w regionie Grand Est, w departamencie Górny Ren.
Według danych na rok 1990 gminę zamieszkiwało 627 osób, 127 os./km².